# Krass Clement

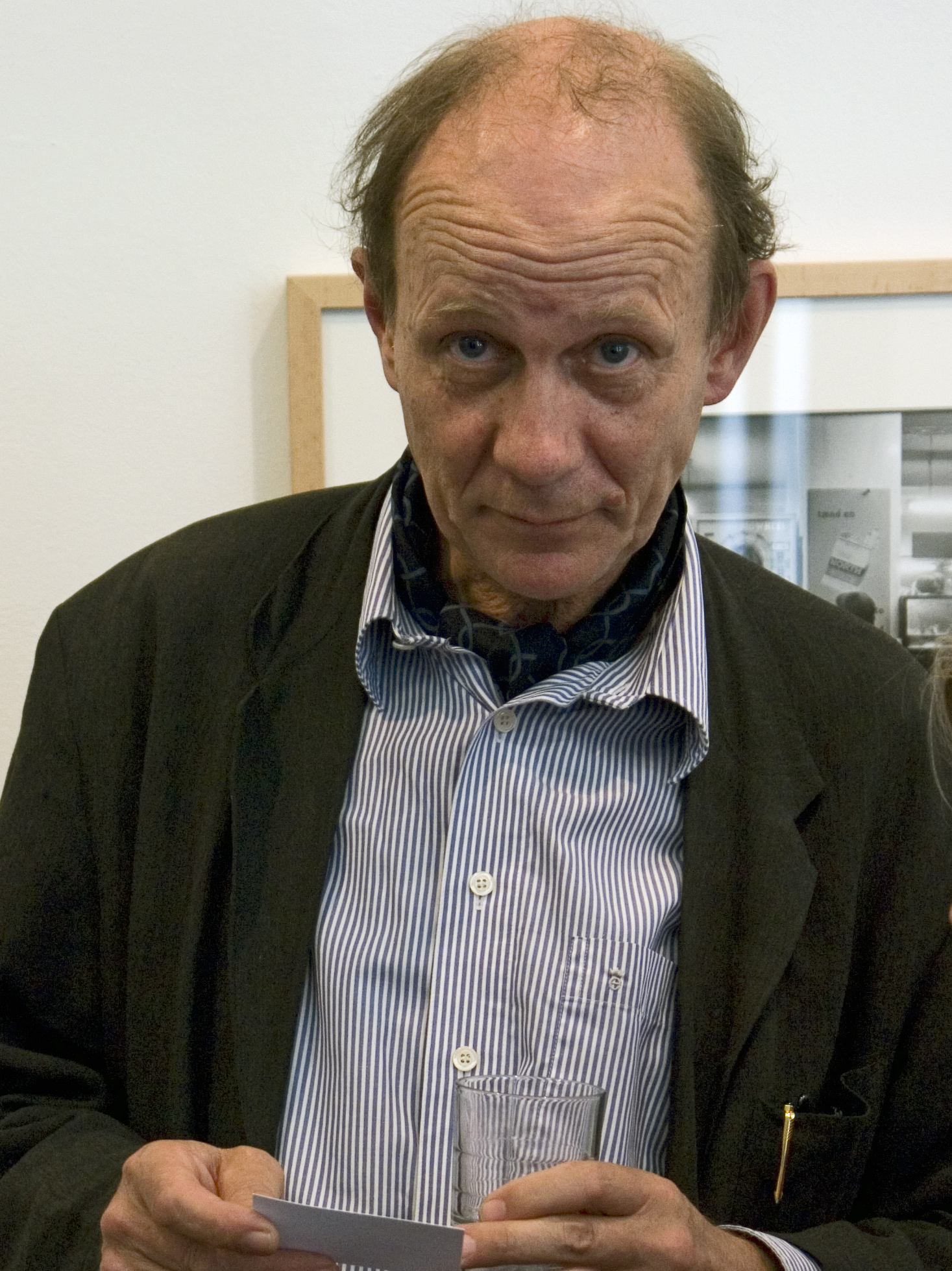
Krass Clement im Kölner Forum für Fotografie, Mai 2007

Krass Clement (* 15. März 1946 in Kopenhagen) ist ein dänischer Fotograf.

## Leben
Krass Clement wuchs in Kopenhagen als Sohn eines Malers und einer Pianistin auf. Er wandte sich zuerst dem Film zu, drehte Kurzfilme und studierte Regie an der Dänischen Filmschule. Schließlich schloss er jedoch an seine frühere fotografische Praxis an, die er als Jugendlicher anlässlich von Städtereisen nach Berlin, London und Paris begonnen hatte, und er entschied sich schließlich zugunsten der Fotografie. 1978 erschien Clements erster Fotoband („Skygger af ojeblikke“, Augenblicksschatten), dem viele weitere folgten. Große Aufmerksamkeit erhielt seine Fotodokumentation des Rockfestivals Roskilde 2003. Krass Clement gilt als einer der bedeutendsten zeitgenössischen Fotografen Dänemarks. Er erhielt 1997 ein auf Lebenszeit angelegtes Stipendium der staatlichen dänischen Kunststiftung‚ Statens Kunstfond.

## Werk
Krass Clement fotografiert vornehmlich städtische Räume, Straßen, Plätze und Stadtbewohner. Vornehmlich widmet er sich großstädtischer Tristesse und sozialen Randlagen städtischen Lebens – und besitzen damit Aspekt der sozial-dokumentarischen Fotografie. Er stellt fotografische Essays her, die aus einzelnen Sequenzen bestehen und an die filmische Montage erinnern. Fotografierte Clemens über viele Jahre hinweg ausschließlich schwarz-weiß und benutzte eine Kleinbildkamera, wandte er sich nach 2000 der Farbfotografie zu und verwendet eine Mittelformatkamera.

## Fotobände (Auswahl)
- 1978 Skygger Af Øjeblikke (Augenblicksschatten)
- 1981 Det Tavse Land (Schweigsames Land)
- 1984 Gentagelsens Fest
- 1987 Byen Bag Regnen (Stadt hinter dem Regen)
- 1990 Ved Døden
- 1991 Hvor Ingen Talte
- 1993 Af En By's Breve
- 1995 Det Lånte Lys
- 1996 Drum
- 1998 Langs Vinden
- 1999 Færgen
- 2000 Før Natten
- 2000 Påskesøndag mellern 11 og 16 (Ostersonntag zwischen 11 und 16 Uhr)
- 2002 Forandringen
- 2003 Berlin Notat
- 2006 Lydhørt
- 2006 København - Et Blik Over Ryggen
- 2008 Novemberrejse
- 2012 Venten på i går Auf Gestern warten
- 2014 Bag Saga Blok
- 2016 Impasse Hotel Syria

## Ausstellungen (Auswahl)
- 2003 Kopenhagen, Fotografisk Center
- 2004 Toronto, Kanada, Harbourfront Centre, The Photo Passage
- 2005 Kopenhagen, Fotografisk Center
- 2007 Berlin, Galerie argus
- 2007 Köln, Forum für Fotografie